# Rókusdomb
Rókusdomb Pécs egyik központi városrésze a Mecsek déli oldalában. Itt található Idrisz Baba türbéje, a török építészet magyarországi jelentős emléke, nem messze a Pécsi Tudományegyetem (PTE) Műszaki és Informatikai Karának (MIK) épületeitől. Ez a domb volt korábban a pécsi sörmajális egyik legfontosabb helyszíne. A domb lábánál található a Pécsi Sörfőzde.

## Nevének eredete

A Rókusdomb fekvése Pécsen belül

A török uralom után a dombon található türbe a jezsuiták birtokába került, akik azt kápolnává alakították át és a pestis ellen oltalmazó Szent Rókusról nevezték el. Ennek emlékét őrzi a „Rókus-domb” elnevezés. Szent Rókusnak két szobra van Pécsett: az Orsolya utca 9. számú házon és a Szentháromság-szobor alépítményén.

## Idrisz Baba türbéje
A török kori sírhely, Idrisz Baba türbéje a magyarországi török építészet jelentős emléke, csupán a budai Gül Baba sírja ismert még ezen kívül. Mindkettő a muszlimok zarándokhelye.
A nyolcszög alaprajzú, kupolás sírhely az 1500-as években épült. 1912-ben részben feltárták és restaurálták, de mai alakját csak 1961-ben történt műemléki helyreállítása után kapta meg. Ekkor tárták fel Idrisz Baba sziklába vágott sírhelyét, ahol megtalálták a benne ép állapotban lévő csontvázát is. A türbe berendezését, a síremléket, a hímzett takarót, az imaszőnyeget a Török Köztársaság kormánya adományozta. A sírhelyen nyugvó török férfiú személyéről csak keveset tudunk. Evlija Cselebi török utazó „igazhitű orvosnak” nevezi, Ibrahim Pecsevi szerint csodatévő jövendőmondó volt.

## Képek

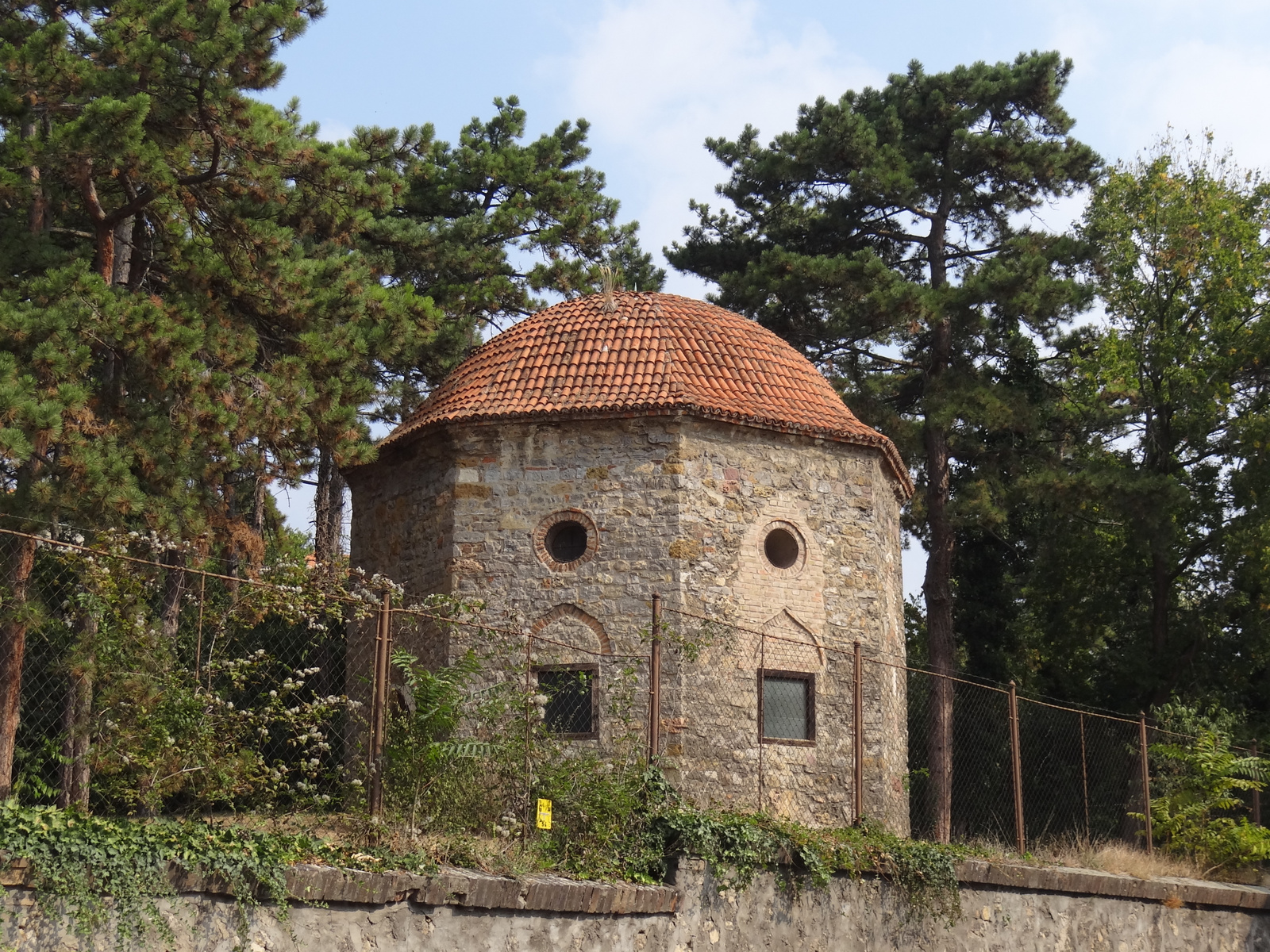
Idrisz Baba türbéje
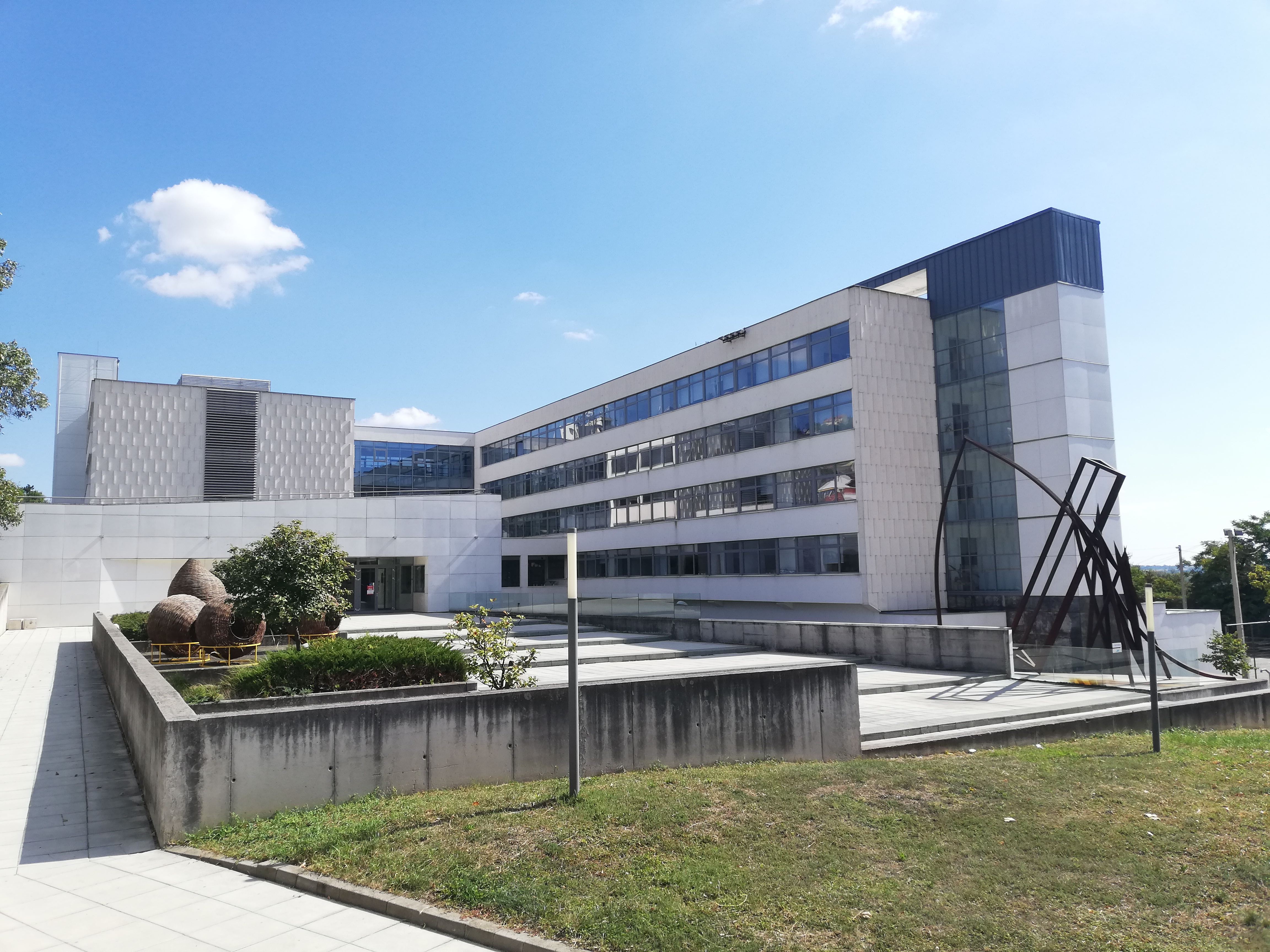
A PTE Műszaki és Informatikai Kar épületei
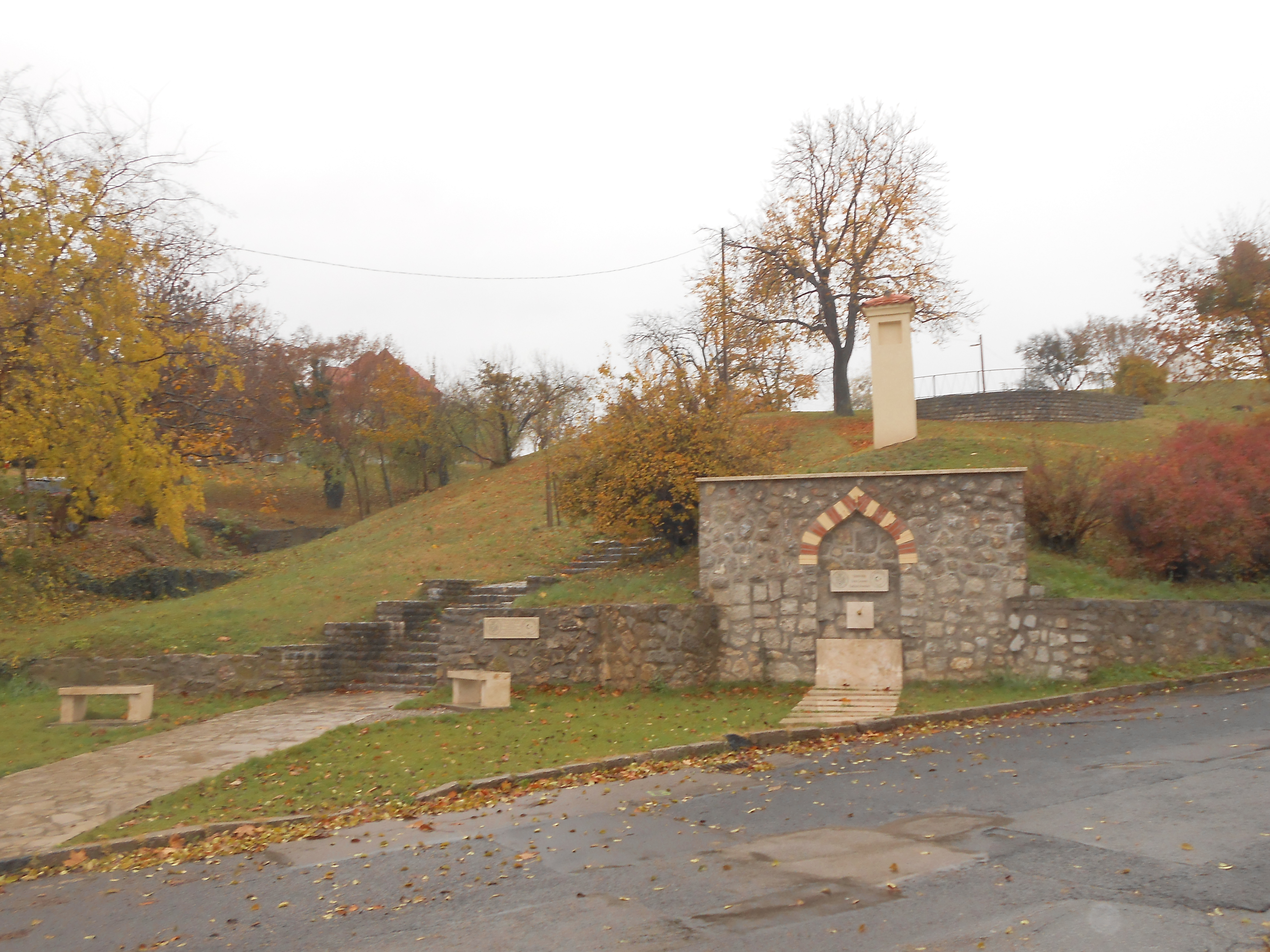
Török kút a Bálicsi úton
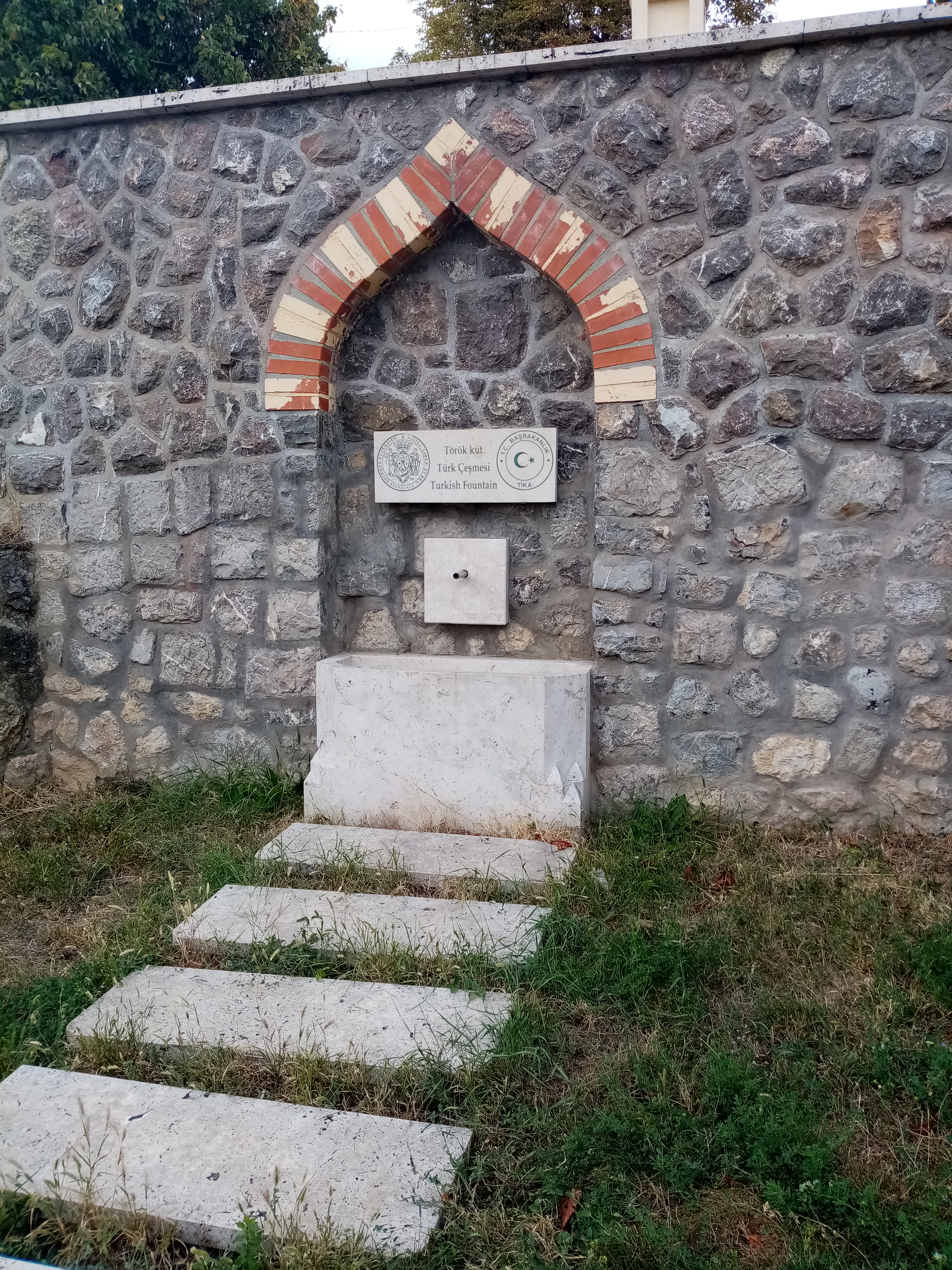
Török kút

## Külső hivatkozások
- Rókusdomb a Vendegvaro.hu oldalán